# Liste der Kulturdenkmäler in Hofaschenbach
Die folgende Liste enthält die in der Denkmaltopographie ausgewiesenen Kulturdenkmäler auf dem Gebiet des Ortsteils Hofaschenbach der Gemeinde Nüsttal, Landkreis Fulda, Hessen.
Hinweis: Die Reihenfolge der Denkmäler in dieser Liste orientiert sich an der Anschrift, alternativ ist sie auch nach der Bezeichnung, der vom Landesamt für Denkmalpflege vergebenen Nummer oder der Bauzeit sortierbar.
Kulturdenkmäler werden fortlaufend im Denkmalverzeichnis des Landes Hessen durch das Landesamt für Denkmalpflege Hessen auf Basis des Hessischen Denkmalschutzgesetzes (HDSchG) geführt. Die Schutzwürdigkeit eines Kulturdenkmals hängt nicht von der Eintragung in das Denkmalverzeichnis des Landes Hessen oder der Veröffentlichung in der Denkmaltopographie ab.

Das Vorhandensein oder Fehlen eines Objekts in dieser Liste ist keine rechtsverbindliche Auskunft darüber, ob es Kulturdenkmal ist oder nicht: Diese Liste entspricht möglicherweise nicht dem aktuellen Stand der offiziellen Denkmaltopographie. Diese ist für Hessen in den entsprechenden Bänden der Denkmaltopographie Bundesrepublik Deutschland und im Internet unter DenkXweb – Kulturdenkmäler in Hessen einsehbar. Auch diese Quellen sind, obwohl sie durch das Landesamt für Denkmalpflege Hessen aktualisiert werden, nicht immer aktuell, da es im Denkmalbestand immer wieder Änderungen gibt.
Eine verbindliche Auskunft erteilt allein das Landesamt für Denkmalpflege Hessen.
Nutze diese Kartenansicht, um Koordinaten in der Liste zu setzen. In dieser Kartenansicht sind Kulturdenkmale ohne Koordinaten mit einem roten bzw. orangen Marker dargestellt und können in der Karte gesetzt werden. Kulturdenkmale ohne Bild sind mit einem blauen bzw. roten Marker gekennzeichnet, Kulturdenkmale mit Bild mit einem grünen bzw. orangen Marker.
| Bild                      | Bezeichnung                            | Lage                                                            | Beschreibung | Bauzeit                   | Objekt-Nr. |
| ------------------------- | -------------------------------------- | --------------------------------------------------------------- | --- | ------------------------- | ---------- |
| weitere Bilder            | Katholische Kapelle                    | Am Kapellenberg LageFlur: 11, Flurstück: 23                     | | 19. Jahrhundert vermutet. | 37240 DDB  |
| Bild gesucht BW           | Hochkreuz                              | Am Kapellenberg LageFlur: 11, Flurstück: 23                     | | 1841, bezeichnet.         | 37241 DDB  |
| weitere Bilder            | Katholische Kirche                     | Am Kirchplatz 4 LageFlur: 9, Flurstück: 22/1                    | Stattlicher verputzter Rechteckbau.                                                                              | 1826, 1955 erweitert.     | 37226 DDB  |
| Bild gesucht BW           | Friedhofsmauer, Steinkreuz, Grabsteine | Am Kirchplatz 4, Am Kirchplatz LageFlur: 9, Flurstück: 22/1, 23 | |                           | 37227 DDB  |
| Bild gesucht BW           | Wegekreuz                              | Am Linsberg LageFlur: 11, Flurstück: 53                         | | 1862, bezeichnet.         | 37242 DDB  |
| Bild gesucht BW           | Bildstock                              | Brunnenstraße LageFlur: 9, Flurstück: 16                        | | 1852 (Inschrift)          | 37229 DDB  |
| Bild gesucht BW           | Fachwerkhaus                           | Brunnenstraße 3 LageFlur: 9, Flurstück: 1/2                     | | Vor 1850 vermutet.        | 37225 DDB  |
| Bild gesucht BW           | Fachwerkhaus                           | Brunnenstraße 7 LageFlur: 9, Flurstück: 5                       | | Um 1800                   | 37228 DDB  |
| Bild gesucht BW           | Feldscheune                            | Hosset LageFlur: 13, Flurstück: 25/10                           | Als eine der wenigen im Kreisgebiet erhaltenen historischen Feldscheunen unbedingt erhaltenswert.                |                           | 37238 DDB  |
| Bild gesucht BW           | Friedhofskreuz                         | Hünfelder Straße LageFlur: 5, Flurstück: 9                      | Steinkruzifix | 1858                      | 37231 DDB  |
| Bild gesucht BW           | Immakulata                             | Hünfelder Straße LageFlur: 5, Flurstück: 9                      | Im offenen Vorraum der Trauerhalle untergebrachte neugotische Vollplastik der Immakulata.                        |                           | 37777 DDB  |
| Bildstock · Seitenansicht | Bildstock                              | Liede LageFlur: 13, Flurstück: 12/2                             | | Um 1850 vermutet.         | 37232 DDB  |
| Bild gesucht BW           | Kreuzigungsgruppe                      | Schulstraße LageFlur: 8, Flurstück: 46/7                        | | 1828, bezeichnet.         | 37233 DDB  |
| Bild gesucht BW           | Hochkreuz                              | Schulstraße 52 LageFlur: 9, Flurstück: 18/1                     | | 1861, bezeichnet.         | 37234 DDB  |
| Bild gesucht BW           | Fachwerkhaus                           | Schulstraße 52 LageFlur: 9, Flurstück: 18/1                     | | Um 1800                   | 37239 DDB  |
| Bild gesucht BW           | Holzhaus                               | Siedlungsstraße 1 LageFlur: 8, Flurstück: 27/1                  | abgerissen | 1920er Jahre              | 37235 DDB  |
| Bild gesucht BW           | Wegekreuz                              | Ulmensteinstraße LageFlur: 10, Flurstück: 25/17                 | Steinkruzifix | 1854, bezeichnet.         | 37230 DDB  |
| Bild gesucht BW           | Muttergottes                           | Zu den Höfen 6 LageFlur: 13, Flurstück: 5                       | Sandsteinfigur. Maria ist als Himmelskönigin mit Krone dargestellt, die das Jesuskind auf ihrem linken Arm hält. | Um 1900                   | 37237 DDB  |
| Bild gesucht BW           | Fachwerkhaus                           | Zu den Höfen 6 LageFlur: 13, Flurstück: 5                       | | Um 1800                   | 37236 DDB  |